# 레든홀 마켓

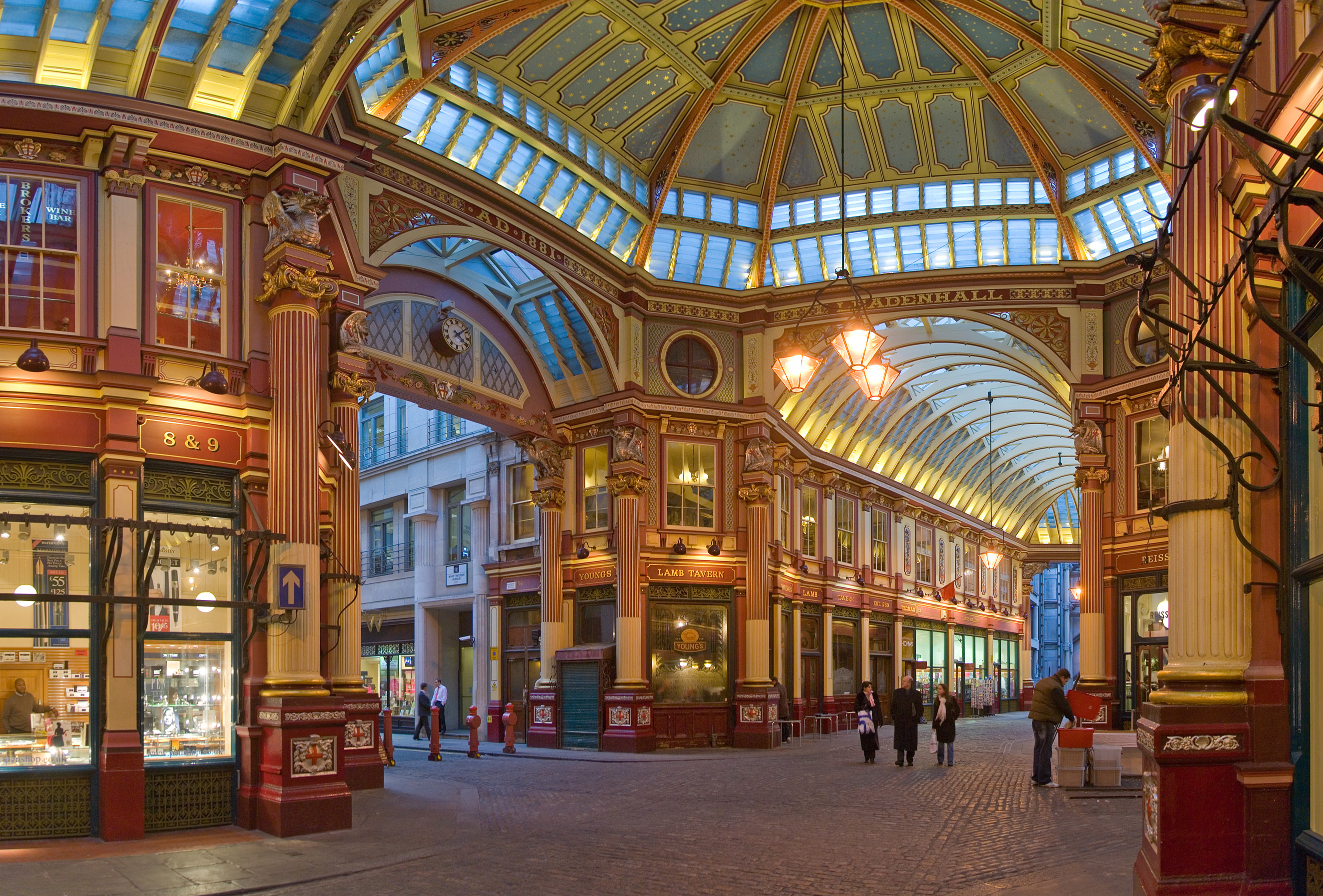
레든홀 마켓의 내부

레든홀 마켓(영어: Leadenhall Market)은 잉글랜드 런던 시티오브런던 그레이스처치가에 있는 실내형 시장이다.
시장 건물은 1972년에 영국 지정 기념물 2급으로 지정되었다.